# Magyarország repülőtereinek listája

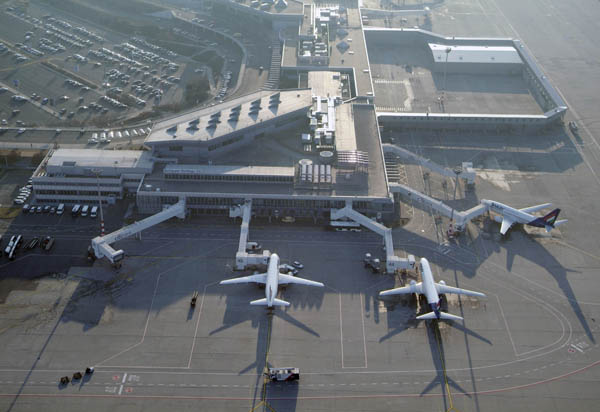
A Liszt Ferenc repülőtér légifotója

Magyarország repülőtereinek listája. A repülőtér vagy település neve mellett szerepel a repülőtér hárombetűs IATA kódja (ha van), illetve négybetűs ICAO kódja.

## Nyilvános nemzetközi repülőterek
| Repülőtér                                  | Város             | IATA | ICAO | Magasság        | Pályák                                            | Utasforgalom     |
| ------------------------------------------ | ----------------- | ---- | ---- | --------------- | ------------------------------------------------- | ---------------- |
| Budapest Liszt Ferenc nemzetközi repülőtér | Budapest          | BUD  | LHBP | 137 m (449 láb) | 3009 × 45 m (betonozott) 3707 × 45 m (betonozott) | 4 622 882 (2021) |
| Debreceni nemzetközi repülőtér             | Debrecen          | DEB  | LHDC | 109 m (358 láb) | 2500 × 40 m (betonozott)                          | 75 164 (2021)    |
| Győr–Pér nemzetközi repülőtér              | Győr              | QGY  | LHPR | 129 m (424 láb) | 2030 × 30 m (aszfaltozott)                        | 2297 (2021)      |
| Hévíz-Balaton nemzetközi repülőtér         | Zalavár/Sármellék | SOB  | LHSM | 124 m (408 láb) | 2500 × 60 m (betonozott)                          | 3428 (2021)      |
| Pécs–Pogány nemzetközi repülőtér           | Pécs              | PEV  | LHPP | 198 m (648 láb) | 1500 × 30 m (aszfaltozott)                        | 15 008 (2024)    |

## Nyilvános repülőterek
| Repülőtér                      | Város            | IATA | ICAO | Magasság        | Pályák                                        | Utasforgalom  |
| ------------------------------ | ---------------- | ---- | ---- | --------------- | --------------------------------------------- | ------------- |
| Meidl Airport Fertőszentmiklós | Fertőszentmiklós |      | LHFM | 134 m (440 láb) | 985 × 23 m (betonozott)                       | n.a.          |
| Nyíregyházi repülőtér          | Nyíregyháza      |      | LHNY | 103 m (338 láb) | 1000 × 20 m (betonozott), 1000 × 60 m (füves) | 31 149 (2021) |
| Siófok-Kiliti repülőtér        | Siófok           |      | LHSK | 127 m (416 láb) | 1250 × 50 m (füves) 15/33                     | n.a.          |

## Katonai repülőterek
| Repülőtér                                     | Város     | ICAO | Magasság        | Pályák                                         |
| --------------------------------------------- | --------- | ---- | --------------- | ---------------------------------------------- |
| MH vitéz Szentgyörgyi Dezső 101. Repülődandár | Kecskemét | LHKE | 115 m (376 láb) | 2500 × 60 m (betonozott)                       |
| MH 47. Bázisrepülőtér                         | Pápa      | LHPA | 145 m (476 láb) | 2399 × 60 m (betonozott)                       |
| MH Kiss József 86. Helikopterdandár           | Szolnok   | LHSN | 89 m (292 láb)  | 2000 × 70 m (aszfaltozott) 2000 × 50 m (füves) |
| MH Kapos Bázisrepülőtér (bezárt)              | Taszár    | LHTA | 160 m (526 láb) | 2500 × 60 m (betonozott) / használaton kívül   |

## Nem nyilvános repülőterek
Balkány repülőtér       LHBA        127.700           129 m (423 ft)     18/36             600 x 30 m (füves)
| Név                                            | ICAO | Frekvencia | Magasság         | Pályairány  | Pályák                                                                                     |
| ---------------------------------------------- | ---- | ---------- | ---------------- | ----------- | ------------------------------------------------------------------------------------------ |
| Baja–Bácsbokodi repülőtér                      | LHBJ | 120.125    | 90 m (300 ft)    | 16/34       | 855 × 45 m (füves)                                                                         |
| Balatonkeresztúri repülőtér                    | LHBK | 135.7      | 110 m (361 ft)   | 13/31       | 800 × 50 m (füves)                                                                         |
| Ballószögi repülőtér                           | LHBL | 134.8      | 88 m (293 ft)    | 14RH/32LH   | 700 × 30 m (füves)                                                                         |
| Bátonyterenyei repülőtér                       | LHBT | 134.800    | 265 m (869 ft)   | 11/29       | 700 × 30 m (füves) / Koordináták: 48°01'26N 19°48'33E                                      |
| Békéscsabai repülőtér                          | LHBC | 123.25     | 90 m (295 láb)   | 17/35       | 1300 × 30 m (aszfalt), 790 × 40 m (füves)                                                  |
| Bodmér-Felcsút repülőtér (Herceghalom)         | LHFC | 133,415    | 150 m (492 láb)  | 12/30       | 400 × 14 m (aszfalt)                                                                       |
| Börgöndi repülőtér (Székesfehérvár-Börgönd)    | LHBD | 119.55     | 123 m (404 láb)  | 01LH/19RH   | 1200 × 200 m (füves)                                                                       |
| Farkashegyi repülőtér (Budakeszi)              | LHFH | 125.610    | 215 m (705 láb)  | 15RH/33LH   | 1000 × 200 m (füves)                                                                       |
| Budaörsi repülőtér                             | LHBS | 124.510    | 126 m (413 láb)  | 09RH/27LH   | 980 × 60 m (füves), 750 × 40 m (füves)                                                     |
| Hármashatárhegyi repülőtér (Budapest)          | LHHH | 120.3      | 296 m (961 láb)  | 13/31       | 1000 × 100 m (füves)                                                                       |
| Dáka repülőtér                                 | LHDA | 133,415    | 149 m (489 láb)  | 16-34       | 750 x 30 m (füves)                                                                         |
| Dunakeszi repülőtér                            | LHDK | 129.8      | 126 m (413 láb)  | 11RH/29LH   | 800 × 500 m (füves)                                                                        |
| Dunaújvárosi repülőtér                         | LHDV | 118.335    | 123 m (404 láb)  | 14RH/32LH   | 950 × 60 m (füves)                                                                         |
| Egri repülőtér                                 | LHER | 122.7      | 258 m (846 ft)   | 16LH/34RH   | 800 × 70 m (füves)                                                                         |
| Id. Rubik Ernő repülőtér (Esztergom-Kertváros) | LHEM | 126.85     | 113 m (371 láb)  | 02LH/20RH   | 1000 × 80 m (füves)                                                                        |
| Gödöllői repülőtér                             | LHGD | 119.05     | 218 m (715 láb)  | 13RH/31LH   | 950 × 60 m (füves)                                                                         |
| Gyöngyösi repülőtér                            | LHGY | 124.9      | 350 m (1148 láb) | 15RH/33LH   | 760 × 120 m (füves)                                                                        |
| Hajdúszoboszlói repülőtér                      | LHHO | 124.2      | 102 m (335 láb)  | 04LH/22RH   | 1000 × 50 m (füves), 800 × 50 (füves)                                                      |
| Hódmezővásárhelyi repülőtér                    | LHHM | 122,810    | 80m (262 láb)    | 16/34       | (füves)                                                                                    |
| Jakabszállási repülőtér                        | LHJK | 125.2      | 111 m (364 láb)  | 14RH/32LH   | 600 × 18 m (betonozott), 1000 × 30 m (füves)                                               |
| Kadarkúti repülőtér                            | LHKT | 135,710    | 171 m (569 ft)   | 17 RH/35 LH | (füves)                                                                                    |
| Kalocsai repülőtér                             | LHKA | 134.8      | 91 m (299 láb)   | 17/35       | 2500 × 60 m (betonozott), 1900 × 300 m (füves)                                             |
| Kaposújlaki repülőtér                          | LHKV | 125.05     | 156 m (512 láb)  | 17 RH/35 LH | 610 × 18 m (betonozott), 1200 × 200 m (füves)                                              |
| Kecskédi repülőtér                             | LHKD | 120.6      | 174 m (571 láb)  | 15 LH/33 RH | 1200 × 50 m (füves), 1000 × 50 m (füves)                                                   |
| Kincsem repülőtér (Tápiószentmárton)           | LHTM | 129,985    | 104 m (341 ft)   | 13 RH/31 LH | 800 m (füves)                                                                              |
| Kiskunfélegyházi repülőtér                     | LHKH | 118.85     | 97 m (318 láb)   | 10LH/28RH   | 758 × 160 m (füves), 536 × 100 m (füves)                                                   |
| Kiskunlacházi repülőtér                        | LHKK | 124.025    | 98 m (322 láb)   | 13 LH/31RH  | 2500 × 45 m (betonozott)                                                                   |
| Maklári repülőtér                              | LHMR | 134.8      | 165 m (541 ft)   | 35RH/17LH   | 800 × 80 m (füves)                                                                         |
| Matkópusztai repülőtér                         | LHMP | 134.8      | 112 m (367 ft)   | 13RH/31LH   | 1100 × 30 m (füves)                                                                        |
| Nagykanizsai repülőtér                         | LHNK | 135.7      | 142 m (466 láb)  | 01/19       | 1000 m (füves)                                                                             |
| Nagyszénási repülőtér                          | LHNS | 123.210    | 83 m (272 láb)   | 18-36       | 700 m (füves)                                                                              |
| Őcsényi repülőtér                              | LHOY | 122.825    | 90 m (295 láb)   | 17/35       | 1200 × 150 m (füves)                                                                       |
| Papkutapusztai repülőtér                       | LHPK | 135,710    | 140 m (459 láb)  | 17/35       | 640 × 40 m (füves)                                                                         |
| Szabadszállás-Balázspuszta (Kisbalázs)         | LHSB | 123,2      | 100 m (328 láb)  | 16/34       | 600 x 30 (füves)                                                                           |
| Szatymazi repülőtér                            | LHST | 123,2      | 81m (266 láb)    | 16RH/34LH   | 800 × 50 m (füves)                                                                         |
| Szarvas–Káka repülőtér                         | LHSV | 123,210    | 83m (272 láb)    | 09/27       | 650 × 70 m, (füves)                                                                        |
| Szegedi repülőtér                              | LHUD | 122.8      | 80 m (262 láb)   | 16RH/34LH   | 1185 × 30 m ('16R'34L'betonozott), 1177 × 50 m ('16L'34R'füves), 610 × 50 m ('09'27'füves) |
| Szentesi repülőtér                             | LHSZ | 123.95     | 84 m (276 láb)   | 15RH/33LH   | 750 × 150 m (füves)                                                                        |
| Szolnok–Szandaszőlősi repülőtér                | LHSS | 134.3      | 85 m (279 láb)   | 01/19       | 1050 × 200 m (füves)                                                                       |
| Szombathelyi repülőtér                         | LHSY | 119.7      | 223 m (732 láb)  | 16LH/34RH   | 1150 × 80 m (füves)                                                                        |
| Tapolcai repülőtér                             |      | 133,415    | 117m (384 láb)   | 16/34       | 1200 × 30 m (füves)                                                                        |
| Tokorcsi repülőtér (szünetel)                  |      | 131.1      | 137 m (449 ft)   | 15RH/33LH   | 1000 × 50 m (füves)                                                                        |
| Tököli repülőtér                               | LHTL | 127.55     | 100 m (328 láb)  | 14 RH/32 LH | 2500 × 60 m (betonozott), 1100 × 50 (füves)                                                |
| Úrhidai repülőtér                              | LHUH | 135,710    | 193 m (633 ft)   | 06LH/24RH   | 600 × 50 m (füves)                                                                         |
| Zalaegerszeg–Andráshida repülőtér              | LHZA | 133,425    | 196 m (643 ft)   | 17LH/35RH   | 1500 × 40 m (füves)                                                                        |
| Zalakarosi repülőtér                           | LHZK | 135.7      | 127 m (445 ft)   | 02LH/20RH   | 900 × 60 m (füves)                                                                         |

## Nem működő repülőterek
- Csákvári repülőtér (LH58) - Pálya: 2000 × 20 (betonozott) Katonai reptér volt, ma csak néha siklóernyősök használják, a pálya landolhatatlan.
- Gyúrói repülőtér (LHGR) - Pálya 750 × 20 (fű), 15LH/33RH Magasság: 653 láb, Gyúró Info 123.300 MHz
- Kunmadarasi repülőtér (LHKM) – Magasság: ? m (? láb), Pálya: 2500 × 80 (betonozott, kiváló állapotban) Volt szovjet katonai repülőtér. Egyelőre (egy kis része) nem nyilvános polgári reptérként üzemel, gyér zártkörű forgalommal, irányítás nélkül.
- Mátyásföldi repülőtér (nincs ICAO kód) - Magasság:? m (? láb), Pálya: 2 db, kb. 900 méter hosszú futópálya. (műfüves) Magyarország első forgalmi reptere volt a budaörsi 1937-es megnyitásáig. Volt katonai reptér is. Egy részét már beépítették, a maradékon működik Magyarország egyik modellreptere.
- Mezőkövesdi repülőtér Ferihegy-2 után itt található a leghosszabb betonozott kifutópálya az országban (3,5 km hosszú, 80 m széles), azonban mai állapota alkalmatlan a leszállásra. A repülőtér közös szovjet-magyar katonai tartalék repülőtérként üzemelt a Varsói Szerződés keretében.
- Kenderesi repülőtér (Magasság: 84 m, 275 ft; ICAO kód: nincs; Frekvencia: 124.5 MHz) eredetileg mezőgazdasági, ill. sport célokra használt reptér volt. Egyetlen, füves pályája (800 m hosszú, 200m széles), két fedett hangárja, és egy irányítótoronnyal ellátott épülete van, mind romos, nagyrészt használhatatlan állapotban.

## Nem működő – átépítés alatt lévő – repülőterek
- Veszprém–Szentkirályszabadja–Veszprém-Szentkirályszabadja Repülőtér Magasság: kb. 250 m, Pálya: 2000 × 60 m (betonozott)

## Tervezett repülőterek
- Hosszúpályi nem nyilvános repülőtér. Repülőtér neve: HOPI Repülőtér/HOPI Airport. Engedélyeztetés alatt. Várható megnyitása, 2025 I. félévben. Kért ICAO kód LHHP. Pálya: 17/35  1100 x 40 m füves. Vonatkoztatási pont: 47°22’08.02’’N  021°42’39.44”E     Üzembentartó: Aero Club HRSE Kapcsolat: unicoopkft@gmail.com
- Szombathely (pontosabban Vát és Porpác) mellett, kínai beruházásból[1]